# LICOPA鶴見
LICOPA鶴見（リコパつるみ）は、神奈川県横浜市鶴見区鶴見中央に所在し、ヒューリック株式会社が所有するショッピングセンター。

## 概要
1996年9月、イトーヨーカドー鶴見店（イトーヨーカドーつるみてん）として開業。その後、2018年にヒューリックがJXTGホールディングス（現：ENEOSホールディングス）から同店舗を取得し、不動産価値の最大化（バリューアッド）を行うためにイトーヨーカ堂やセブン&アイ・クリエイトリンクと共同で同店をリニューアルし、LICOPA鶴見（リコパつるみ）へ刷新した。
リニューアルによって、エスカレーターが設置されていた吹き抜けなども改装され、芝生広場「PARK」を設置。このほか、郊外店舗とはいえ車離れが加速する中では過剰となっていた駐車場のうち、屋上132台分の駐車スペースをバーベキュー場やフットサルコートとして賃貸し、23台はカーシェア用の自動車を配置した。

## テナント
イトーヨーカドー鶴見店時代は、5階建ての建物をイトーヨーカドーが1棟借りし、1、2階の店舗区画のうち食料品を扱う1階の売り上げは堅調だったが、衣料品が中心の2階は低迷していた。このため、リニューアルに際してはヨーカドーの売り場を1階フロアの半分に縮小。扱う商材も食料品に絞り、残りの部分には500坪以上の大型店舗の出店に注力している無印良品が進出した。
空いた2階には消化器内科、整形外科、小児科、歯科で構成されるクリニックモールや、学童保育施設、子ども向け英会話教室、体操教室のほか、ダイソー、ABCマート、ニトリの「デコホーム」などの大型店舗が入った。